# Yaw Preko
Yaw Preko (Accra, 8 settembre 1974) è un ex calciatore ghanese, di ruolo attaccante.

## Carriera

### Nazionale
È stato un membro della nazionale ghanese Under-17 che ha vinto i Mondiali 1991. Nel 1992 fa parte della rosa della Nazionale ghanese che ottiene la medaglia di bronzo alle Olimpiadi.

## Palmarès

### Club

#### Competizioni nazionali
- Campionato belga: 3

Anderlecht: 1992-1993, 1993-1994, 1994-1995
- Coppa del Belgio: 1

Anderlecht: 1993-1994
- Supercoppa del Belgio: 2

Anderlecht: 1993, 1995

#### Competizioni internazionali
- Coppa dei Campioni del Golfo: 1

Al-Ettifaq: 2006

### Nazionale
- Campionato mondiale Under-17: 1

Italia 1991
- Bronzo olimpico: 1

Barcellona 1992